# The Zeta Project
The Zeta Project is een Amerikaanse sciencefiction-animatieserie. De serie werd van 27 januari 2001 t/m 10 augustus 2002 uitgezonden, met een totaal van 26 afleveringen. De serie werd bedacht door Robert Goodman,

## Verhaal
De serie draait om “Infiltration Unit Zeta”, een overheidsrobot ontworpen om specifieke doelwitten te doden en (via holografische projecties) te imiteren. Terwijl hij voor het eerst wordt ingezet ervaart Zeta echter zijn bedenkingen over het doden van mensen. Hij ontwikkelt een eigen gevoel en bewustzijn en begint zich tegen zijn scheppers te verzetten.
Zeta wordt op deze manier het doelwit van NSA-agenten, die hem willen vangen en herprogrammeren. De rest van de serie draait voornamelijk om Zeta die uit hun handen probeert te blijven. Onderweg ontmoet Zeta een 15-jarige tiener genaamd Ro Rowsen, die van huis is weggelopen. Samen proberen ze Zeta’s schepper te vinden en hem ervan te overtuigen dat Zeta een zelfdenkend wezen is geworden, zodat hij Zeta zijn vrijheid kan geven.

## Batman of the Future
De hoofdpersonages uit de serie maakten hun debuut in de serie Batman of the Future, in de aflevering "Zeta". Verder keerden ze nog een keer terug in deze serie in de aflevering "Countdown". Dit maakt “The Zeta Project” tot onderdeel van het DC Animated Universe.

## Zeta
Zeta is de hoofdpersoon uit de serie. Hij is een robot oorspronkelijk gemaakt voor het uitschakelen en imiteren van mensen. Zeta is gemaakt van een titaniumlegering en beschikt over veel wapens zoals lasers, een zaag in zijn arm, intrekbare klauwen en zes pistolen. Hij kan via een stemvervormer en hologramprojector zichzelf voordoen als ieder willekeurig persoon. Zeta beschikt over zintuigen die veel scherper zijn dan die van een mens. Tevens is hij zo slim als een computer en beschikt zo over veel wetenschappelijke kennis. In geval van beschadiging is hij in staat zichzelf te repareren.
Zeta heeft, ondanks dat hij een robot is, een vrijwel menselijke persoonlijkheid. Hij kan menselijke emoties en gevoelens begrijpen, evenals het verschil tussen goed en slecht. Zeta is zeer loyaal aan zijn vrienden. Zeta is gefascineerd door leven. Zo kan hij zich uren vermaken met het bestuderen van levende wezens.

## Cast
- Diedrich Bader – Zeta
- Julie Nathanson – Ro Rowanson
- Michael Rosenbaum – Agent West
- Kurtwood Smith – Agent James Bennett
- Lauren Tom – Agent Lee
- Dominique Jennings – Agent Rush

## Afleveringen

### Seizoen 1
1. The Accomplice
2. His Maker's Name
3. Remote Control
4. Change of Heart
5. The Next Gen
6. West Bound
7. Hicksburg
8. Shadows
9. Crime Waves
10. Taffy Time
11. Kid Genius
12. Ro's Reunion

### Seizoen 2
1. Absolute Zero
2. Wired (1)
3. Wired (2)
4. Resume Mission
5. Hunt in the Hub
6. Ro's Gift
7. Lost and Found
8. Eye of the Storm
9. Quality Time
10. On the Wire
11. Cabin Pressure
12. The River Rising
13. The Hologram Man
14. The Wrong Morph